# 연천 은대리 물거미 서식지
연천 은대리 물거미 서식지는 대한민국의 천연기념물이다. 세계적으로 희귀한 종인 물거미가 살고있다.